# Shō Sasaki
Shō Sasaki (佐々木 翔?, Sasaki Shō; Hokkaidō, 30 giugno 1982) è un ex giocatore di badminton giapponese.
Ha preso parte a due edizioni dei Giochi olimpici (Londra 2012 e Rio de Janeiro 2016) e conta quattro partecipazioni ai Giochi asiatici (Pusan 2002, Doha 2006, Canton 2010 e Incheon 2014).

## Palmarès
- Coppa Surdiman

Dongguan 2015: argento nel doppio misto
- Coppa Thomas

Nuova Delhi 2014: oro nel doppio maschile
Wuhan 2012: bronzo nel doppio maschile
Kuala Lumpur 2010: bronzo nel doppio maschile
- Campionati d'Asia

Gimcheon 2014: argento nel singolo maschile
Suwon 2009: bronzo nel singolo maschile
- Campionati d'Asia a squadre

Hyderabad 2016: argento nel doppio maschile
- Giochi dell'Asia orientale

Hong Kong 2009: bronzo nel doppio maschile